# Этюд с фигурой Геракла
«Этюд с фигурой Геракла» (пол. Studium postaci Herkulesa) — картина в стиле барокко неизвестного итальянского художника, на которой изображена обнажённая мужская фигура. Полотно предположительно написано в первой половине XVIII века в Риме и представляет собой живопись маслом на холсте размером 99,3×75 см. В настоящее время хранится в Королевском замке в Варшаве.

## История
Происхождение картины однозначно не установлено. Вероятно, автор полотна принадлежал к кругу итальянского художника Пьетро делла Веккьи, а также был связан со школой испанского живописца Хосе де Риберы, писавшего картины в XVII веке. Искусствовед Никола Спиноза считает, что картина была написана не в XVII, а в XVIII веке, и что она представляет собой академический этюд, созданный в Болонье или Риме.
Полотно поступило в Королевский замок из галереи польского короля и великого князя литовского Станислава Августа Понятовского, которой приобрёл её в 1781 году. Она хранилась в Королевском живописном доме — мастерской придворного художника Марчелло Баччарелли, где служила дидактическим пособием молодым художникам для копирования и упражнений.

## Описание
На картине изображен боком обнаженный бородатый мужчина, герой античной мифологии — Геракл. Он сидит на шкуре Немейского льва и смотрит на палицу, которую держит в левой руке. Геракл демонстрирует зрителю мускулистую фигуру, которая тщательно прописана автором холста, подчеркнувшего каждую группу мышц героя. Тёмный фон картины помогает сосредоточить внимание на самом персонаже картины. Подпись «JR» или «AR» в нижнем левом углу пока остаётся неопознанной.